# Eleições gerais no Reino Unido em 1979
As eleições gerais no Reino Unido em 1979 foram realizadas em 3 de maio para eleger os 635 membros da Câmara dos Comuns. O Partido Conservador, liderado por Margaret Thatcher, ultrapassou o Partido Trabalhista do então primeiro-ministro James Callaghan por uma vantagem de 43 assentos. As eleições de 1979 marcaram o início do Thatcherismo, período durante o qual o Partido Conservador venceria quatro eleições consecutivas. Após as eleições Thatcher se tornaria a primeira mulher a exercer o cargo de chefe de governo no Reino Unido.
O mandato parlamentar anterior havia se iniciado em outubro de 1974, quando Harold Wilson levou os trabalhistas a uma apertada vitória, com a vantagem de apenas três assentos sobre os conservadores. No entanto, 18 meses depois ele renunciou ao cargo de primeiro-ministro e foi sucedido por Callaghan. Menos de um ano depois, a apertada maioria dos trabalhistas se dissipou. Callaghan fez acordos com o Partido Liberal, o Partido Unionista do Ulster, o Partido Nacional Escocês e o Partido Nacional Galês para continuar no poder. Quando o Partido Nacional Escocês retirou seu apoio ao governo trabalhista, uma moção de censura foi aprovada, impulsionando a realizações de eleições gerais.
A campanha trabalhista foi prejudicada por uma série de disputas e greves nas indústrias durante o inverno de 1978-79, naquilo que ficaria posteriormente conhecido como o Inverno dos Descontentes. Assim sendo, o Partido Trabalhista focou sua campanha no fortalecimento do Serviço Nacional de Saúde e no pleno emprego. Callaghan rejeitou os pedidos de trabalhistas para que as eleições gerais fossem realizadas no outono, período no qual as pesquisas de opinião sugeriam que ele tinha chance de vencer a disputa.
A campanha conservadora contratou a agência de publicidade Saatchi & Saatchi e prometeu o controle da inflação assim como a contenção do poder dos sindicatos. O Partido Liberal, por outro lado, foi prejudicado pelas alegações de que seu ex-líder, Jeremy Thorpe, havia se envolvido num relacionamento homossexual e conspirado para cometer assassinato. Os liberais estavam, à época, sob a liderança de David Steel, o que significa que todos os três grandes partidos britânicos disputaram a eleições com novos líderes.
A eleição viu uma oscilação de 5,2% dos votos dos trabalhistas para o Partido Conservador, a maior oscilação desde as eleições de 1945, quando Clement Attlee se tornou primeiro-ministro pelo Partido Trabalhista. Margaret Thatcher se tornou primeira-ministra e Callaghan foi substituído por Michael Foot na liderança do Partido Trabalhista em 1980.

## Resultados oficiais
| Partido      | Partido                                | Votos      | %    | +/-  | Deputados | +/-     |
| ------------ | -------------------------------------- | ---------- | ---- | ---- | --------- | ------- |
|              | Partido Conservador                    | 13 697 923 | 43,9 | 8,1  | 339 / 635 | 62      |
|              | Partido Trabalhista                    | 11 532 218 | 36,9 | 2,3  | 269 / 635 | 50      |
|              | Partido Liberal                        | 4 313 804  | 13,8 | 4,5  | 11 / 635  | 2       |
|              | Partido Nacional Escocês               | 504 259    | 1,6  | 1,3  | 2 / 635   | 9       |
|              | Partido Unionista do Ulster            | 254 578    | 0,8  | 0,1  | 5 / 635   | 1       |
|              | Plaid Cymru                            | 132 544    | 0,4  | 0,2  | 2 / 635   | 1       |
|              | Partido Social Democrata e Trabalhista | 126 325    | 0,4  | 0,2  | 1 / 635   | Estável |
|              | Partido Unionista Democrático          | 70 795     | 0,2  | 0,1  | 3 / 635   | 2       |
|              | Partido Unido Unionista do Ulster      | 39 856     | 0,1  | Novo | 1 / 635   | Novo    |
|              | Partido Popular Unionista do Ulster    | 36 989     | 0,1  | Novo | 1 / 635   | Novo    |
|              | Republicano Independente               | 22 398     | 0,1  | 0,1  | 1 / 635   | Estável |
|              | Outros                                 | 489 738    | 1,7  |      | 0 / 635   |         |
| Total        | Total                                  | 31 222 362 | 100  |      | 635 / 635 |         |
| Participação | Participação                           | 41 082 055 | 76,0 | 3,2  |           |         |